# 哈长联络线
哈长联络线，是长春铁路枢纽内哈大客运专线接入长春站的联络线工程，从长西联络线杨家粉坊线路所起至哈大客运专线崔家营子线路所为止。哈长联络线是哈大客运专线的配套工程之一；开通后，哈大客运专线哈尔滨西方向诸站往长春、吉林方向动车组列车由该线、长西联络线进入长春站。